# LPL (写真)
株式会社LPL（エル・ピー・エル）は、引き伸ばし機、自動現像機、三脚などの写真関係の機材の製造などを手がけるメーカーである。本社は埼玉県所沢市。

## 概説
- 1953年7月21日 - 東京都新宿区西落合にルックス工芸社として創業。
- 1963年8月1日 - 有限会社ルックスの製造部門を分社化。株式会社エル・ピー・エルが設立される。
- 社名のLPLは、LUXE PHOTO LABORATORYの頭文字をとったものである。
- モノクロ・カラー用引伸機、自動現像機、スチル・ビデオ用三脚、照明具、8ミリシネ用品、撮影機材及び写真処理・暗室機材各種の企画・製造を行う。近年はデジタル撮影の普及に即応したカメラスタンド、携帯電話用アクセサリーなどの製造も行っている。

## ギャラリー

LPLの製品
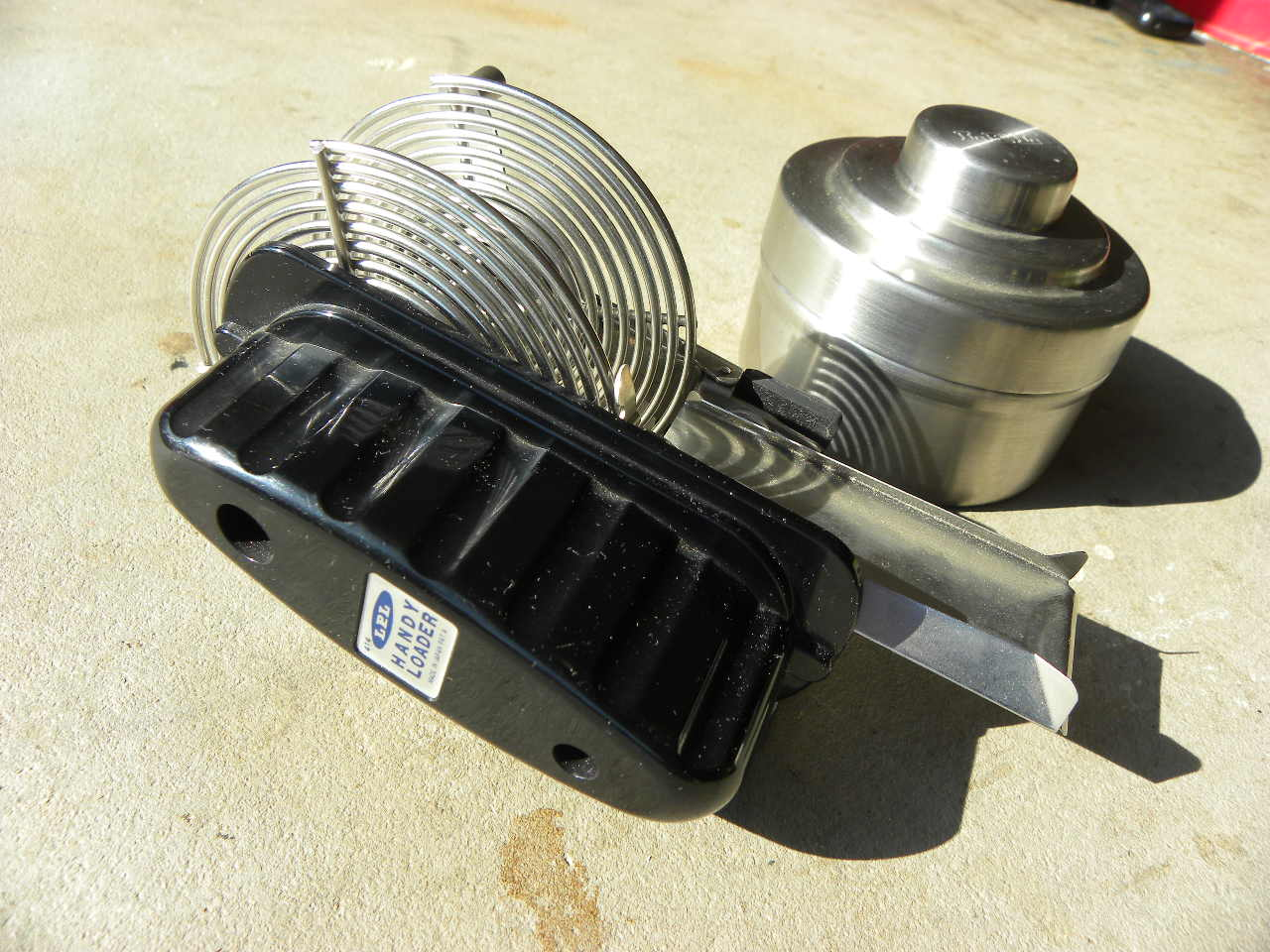
ステンレス製 35mmフィルム現像タンク およびフィルムローダー
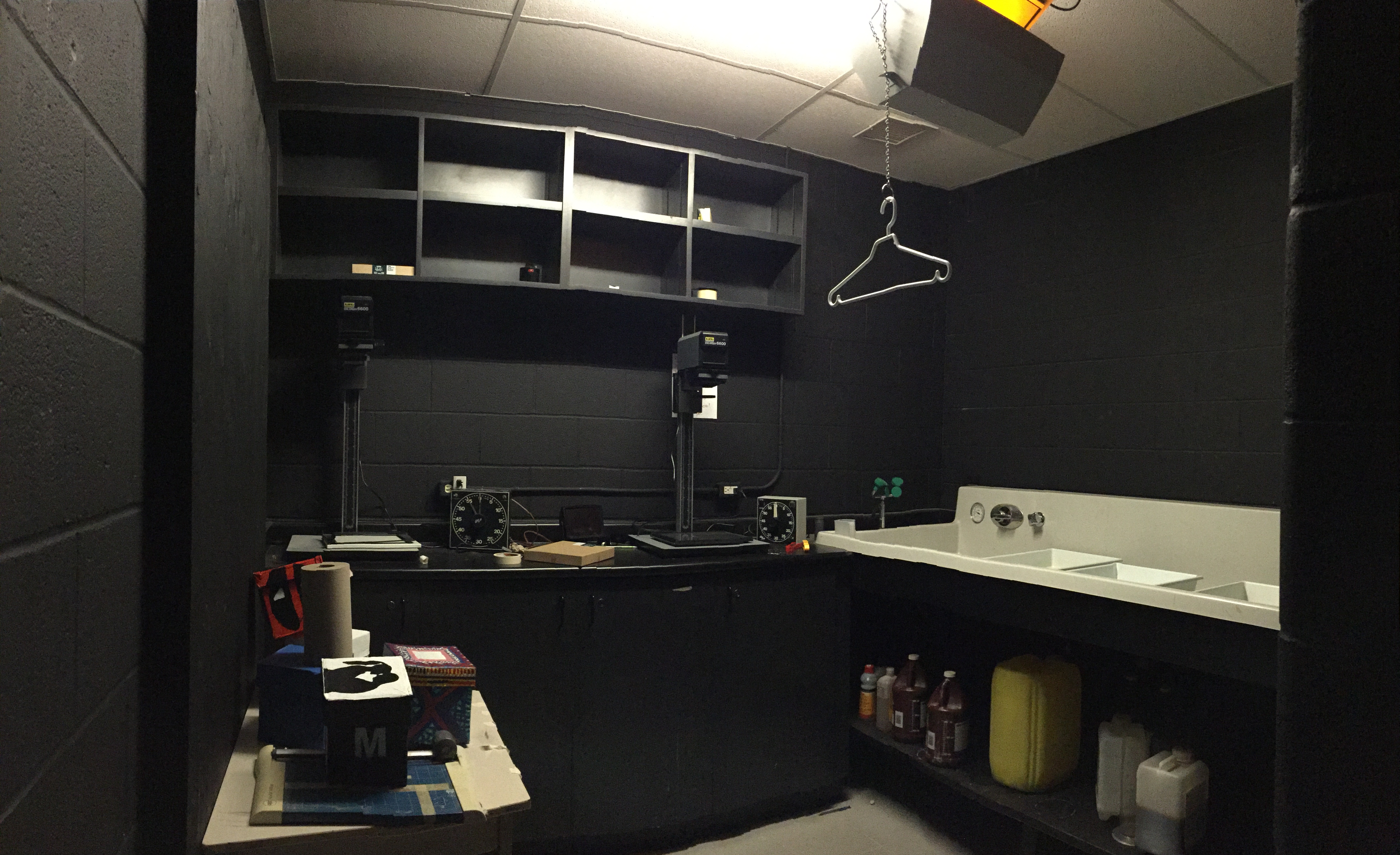
LPL コンデンサー引伸機6600 (2台)
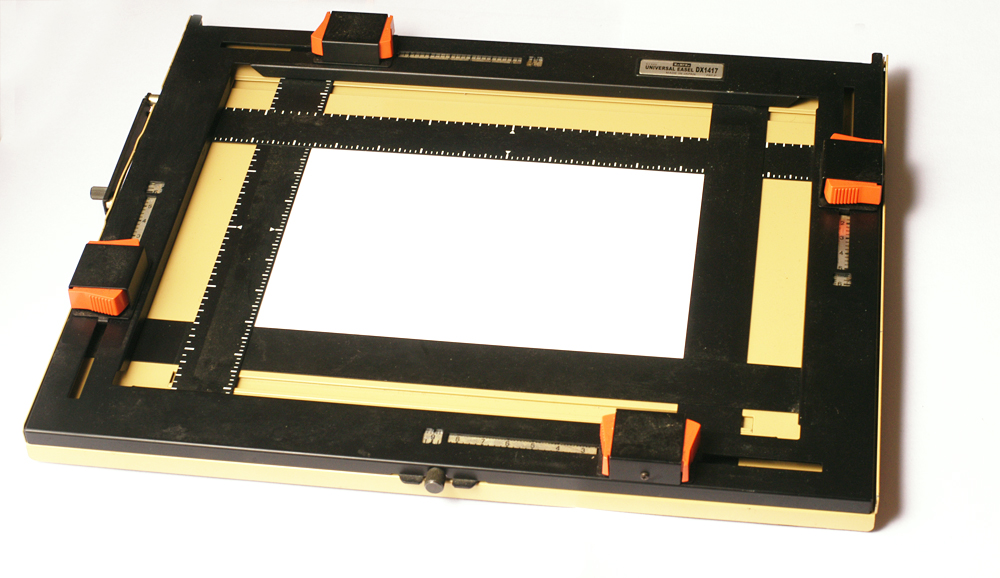
ユニバーサルイーゼル DX1417